# Martin Hunal
Martin Hunal, né le 8 septembre 1989 à Rynárec, est un coureur cycliste tchèque.

## Palmarès
- 2011
  - 3e du Tour d'Overijssel
- 2012
  - 3e de l'An Post Rás
- 2014
  - 1re étape du Tour de Vysočina
  - 2e du Tour de Vysočina
- 2016
  - 1re étape du Tour de Vysočina
  - 2e du Tour de Vysočina
  - 3e du championnat de République tchèque sur route
  - 3e du Mémorial Roman Siemiński
- 2017
  - 1re étape du Czech Cycling Tour (contre-la-montre par équipes)
  - 2e du Tour de Vysočina

## Classements mondiaux
| Année           | 2011 | 2012 | 2013 | 2014 | 2015 |
| --------------- | ---- | ---- | ---- | ---- | ---- |
| UCI Europe Tour | 562e | 435e | 592e | 401e | 995e |